# Feodossija

Fahne von Feodossija

Feodossija (ukrainisch Феодосія, russisch Феодосия, beide /⁠feoˈdosija⁠/; krimtatarisch Kefe; altgriechisch Θεοδοσία Theodosía, mittelgriechisch Κάφφας Káffas; im Mittelalter verbreitet Kaffa oder Caffa, später auch Coffa) ist eine Hafenstadt und ein touristisches Zentrum in der Autonomen Republik Krim (Ukraine) mit etwa 90.000 Einwohnern (mit eingemeindeten Vororten). Bewohnt wird Feodossija mehrheitlich von ethnischen Russen.

## Verwaltungsgliederung
Verwaltungstechnisch ist Feodossija neben der eigentlichen Stadt unterteilt in:
- fünf Siedlungen städtischen Typs:
  - Koktebel (Коктебель)
  - Kurortne (Курортне)
  - Ordschonikidse (Орджонікідзе)
  - Prymorskyj (Приморський)
  - Schtschebetowka (Щебетовка)
- und 11 Dörfer:
  - Berehowe (Берегове)
  - Blyschnje (Ближнє)
  - Wynohradne (Виноградне)
  - Krasnokamjanka (Краснокам'янка)
  - Nanikowe (Нанікове)
  - Nassypne (Насипне)
  - Pidhirne (Підгірне)
  - Pionerske (Піонерське)
  - Sonjatschne (Сонячне)
  - Stepowe (Степове)
  - Juschne (Южне).

## Bevölkerungsgruppen
| Gruppen     | Anzahl | in Prozent |
| ----------- | ------ | ---------- |
| Russen      | 78536  | 72,2       |
| Ukrainer    | 20416  | 18,8       |
| Krimtataren | 5055   | 4,6        |
| Belarussen  | 1949   | 1,8        |
| Armenier    | 557    | 0,5        |
| Juden       | 223    | 0,2        |
| Tataren     | 236    | 0,2        |

| Gruppen         | Anzahl | in Prozent |
| --------------- | ------ | ---------- |
| Moldauer        | 184    | 0,2        |
| Aserbaidschaner | 167    | 0,2        |
| Polen           | 148    | 0,1        |
| Georgier        | 145    | 0,1        |
| Deutsche        | 117    | 0,1        |
| Griechen        | 109    | 0,1        |

Quelle:

## Nicht anerkannter Anschluss an Russland

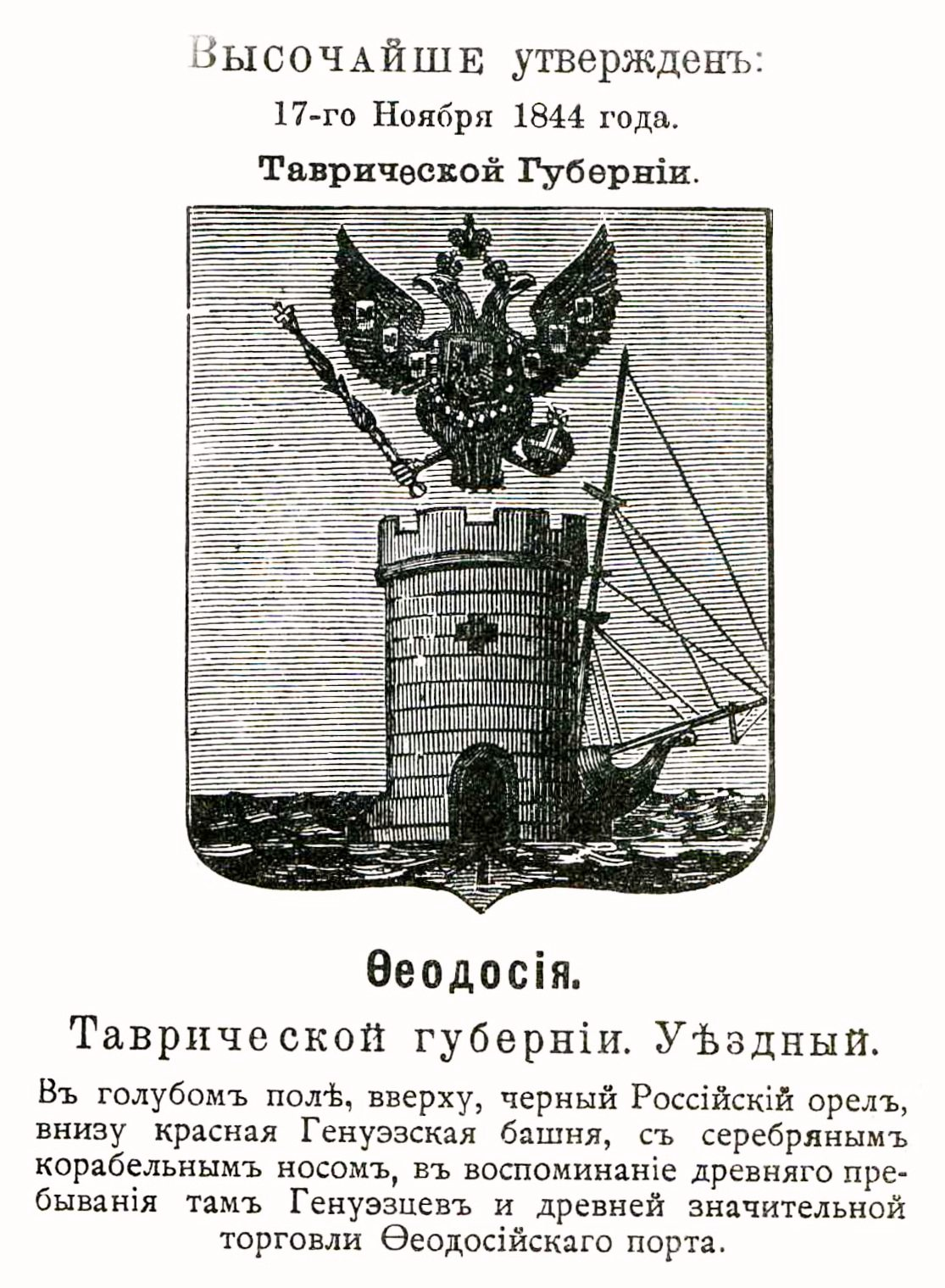
Offizielles Wappen des Russischen Reiches Feodosia. Wappen der Stadt des Russischen Reiches, Feodossija, Provinz Taurid (Taurien), 1844

Seit dem international nicht anerkannten Anschluss der Halbinsel Krim an Russland im März 2014 gehört Feodossija de facto zum Föderationskreis Südrussland der Russischen Föderation. De jure nach Angaben der administrativ-territorialen Teilung der Ukraine ist Feodossija Teil der Autonomen Republik Krim, die zu den durch Russland besetzten Gebieten gehört.
Am 29. April 2016 wurden das ukrainische Wappen und die Fahne für Feodossija widerrechtlich durch russische Hoheitszeichen ausgetauscht (mit Wappen von 1844).

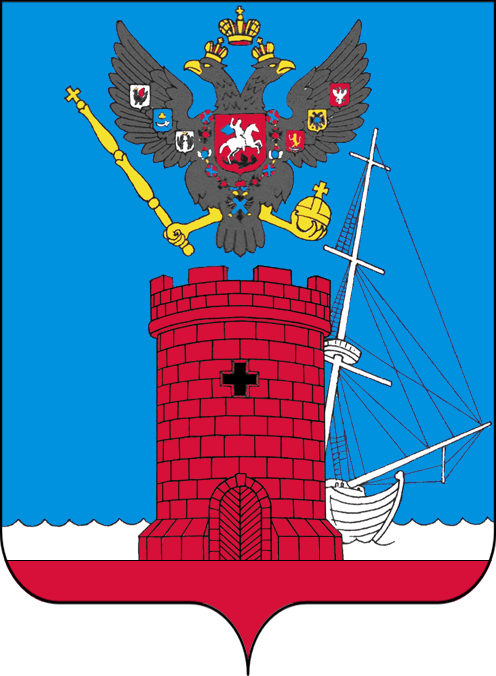
2016 durch Russland eingeführtes Wappen
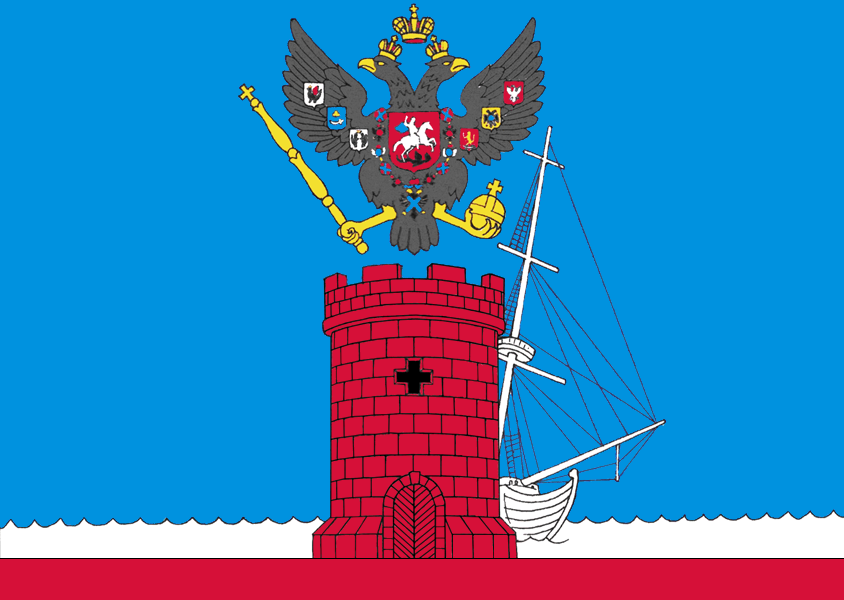
2016 durch Russland eingeführte Fahne

## Geschichte

### Antike

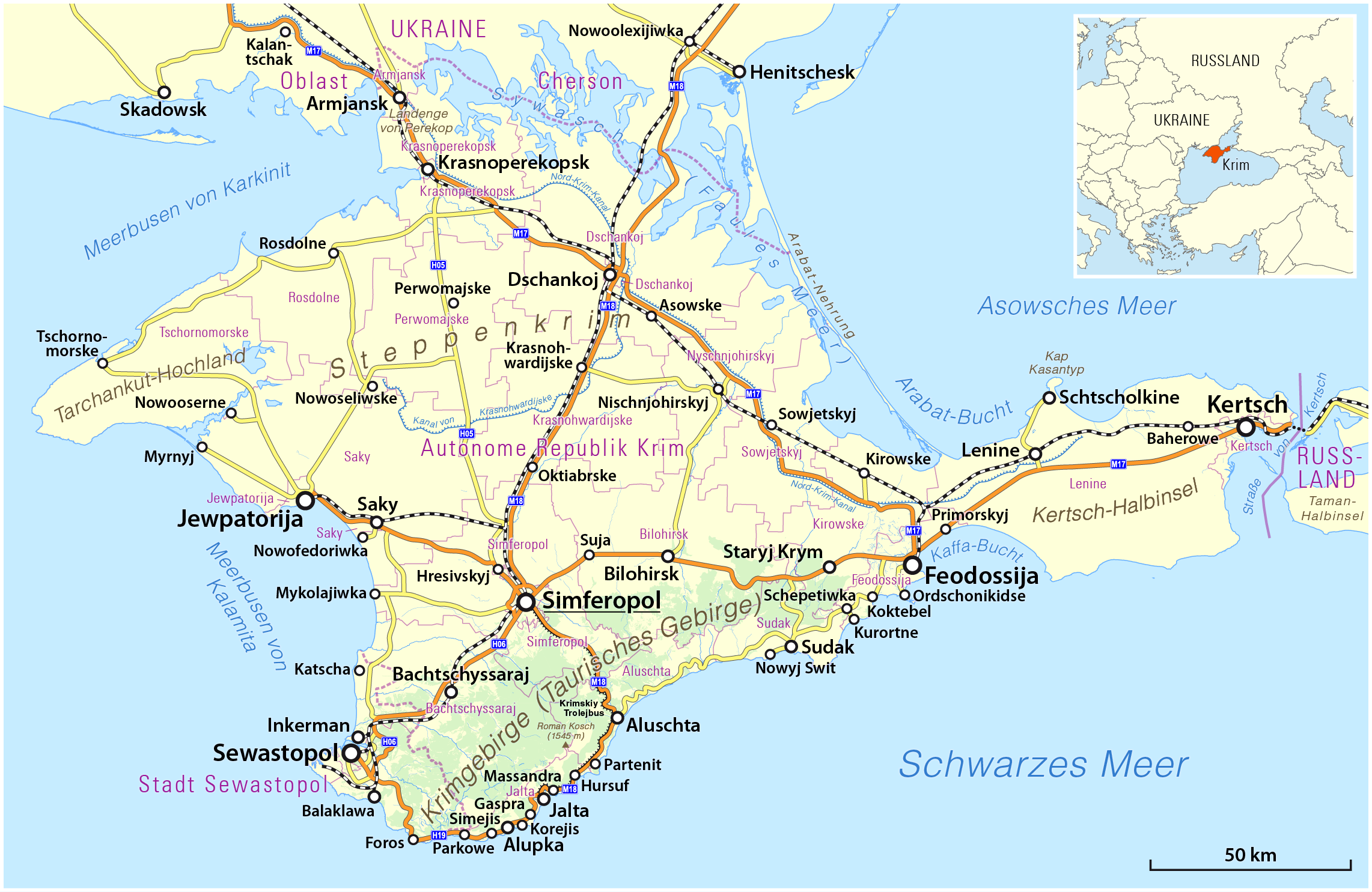
Karte der Krim mit Feodossija

Die Stadt wurde im sechsten Jahrhundert v. Chr. von griechischen Kolonisten aus Milet als Theodosia gegründet und wurde in chronologischer Reihenfolge von folgenden Völkern beherrscht: Griechen, Römer, Goten, Byzantiner, Kiewer Rus, Mongolen (Goldene Horde), Venezianer, Genuesen, Türken, Krimtataren.
Der vordem griechische Stadtstaat Theodosia gehörte ab 355 v. Chr. zum Bosporanischen Reich, ab 107 v. Chr. zum Königreich Pontos. Nach der römischen Zeit ab 63 v. Chr., in der die Stadt zum Regnum Bospori gehörte, einem Vasallenstaat Roms als Nachfolger des Bosporanischen Reiches, wurde Theodosia im vierten Jahrhundert n. Chr. während der Invasion der Hunnen zerstört oder geplündert. Doch auch die Waräger nutzten die Stadt zur Verschiffung von Sklaven.

### Mittelalter

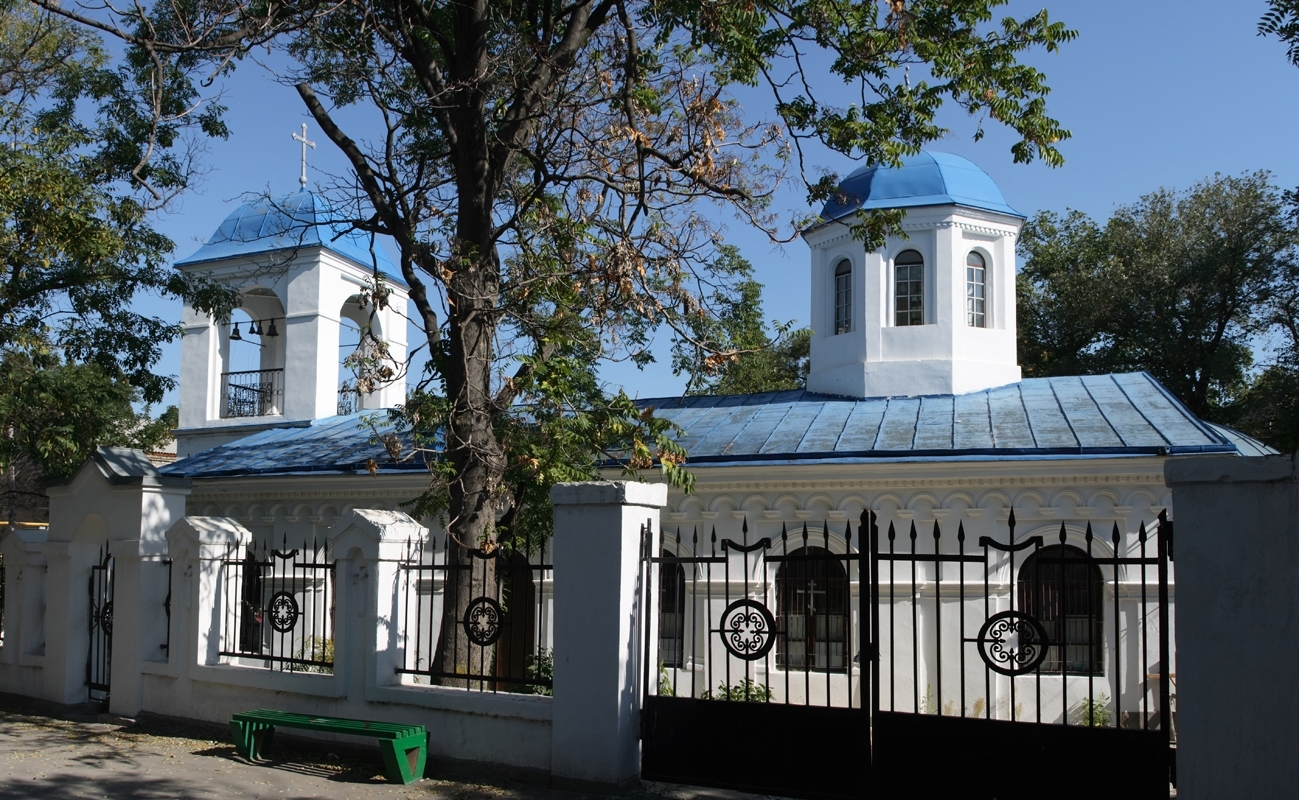
Die älteste Kirche der Stadt aus dem achten oder neunten Jahrhundert

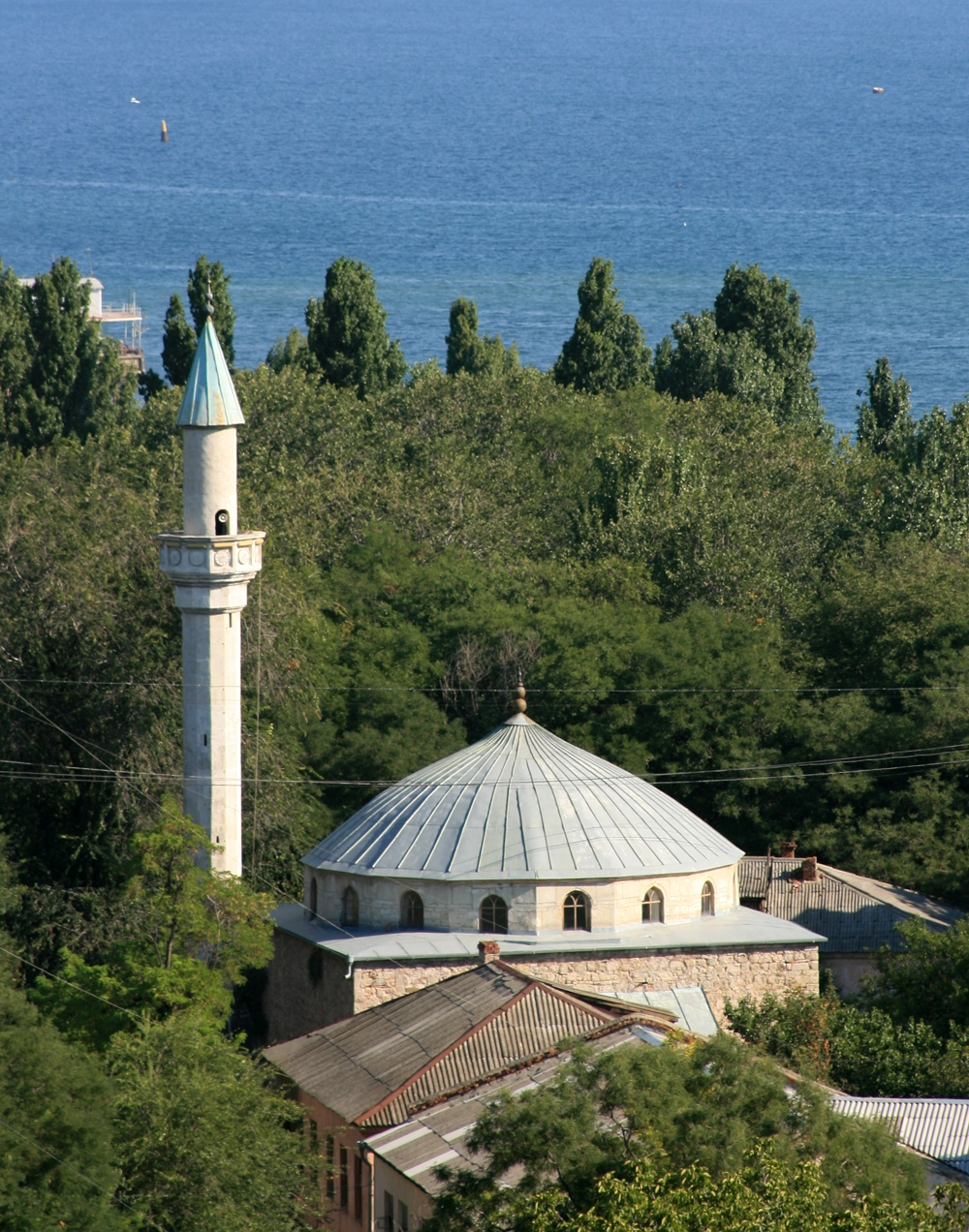
Krimtatarische Moschee in Feodossija

Im fünften Jahrhundert entstand hier die Alanen-Siedlung Ardabda („Sieben Götter“), die im sechsten Jahrhundert erneut durch die Chasaren zerstört wurde. Ab 1239 herrschte die Goldene Horde über die Krim. Nachdem die Genueser Mitte des 13. Jahrhunderts vom Khan der Goldenen Horde die Erlaubnis zur Gründung einer Niederlassung bekommen hatten, gründeten sie 1266 eine Kolonie in der Siedlung Kafa, italienisch Caffa, in der Nähe des heutigen Feodossija. 1307 belagerte die Goldene Horde allerdings die genuesische Stadt. Die Italiener widerstanden der Belagerung bis 1308, gaben dann ihre Stadt auf und brannten sie nieder.
Wahrscheinlich nahm die Schwarzer Tod genannte Seuche im Mittelalter vom damaligen Kaffa aus den europäischen Ursprung, als infizierte Genueser Flüchtlinge diese nach einer mongolischen Belagerung in den Jahren 1346/1347 entlang der Handelswege der Genueser Kolonien verbreiteten. Die Tataren, unter denen viele von der Pest befallen waren, sollen, um eine Übergabe der Stadt zu erzwingen, auch von der Krankheit befallene Leichen in die belagerte Stadt geschleudert haben.

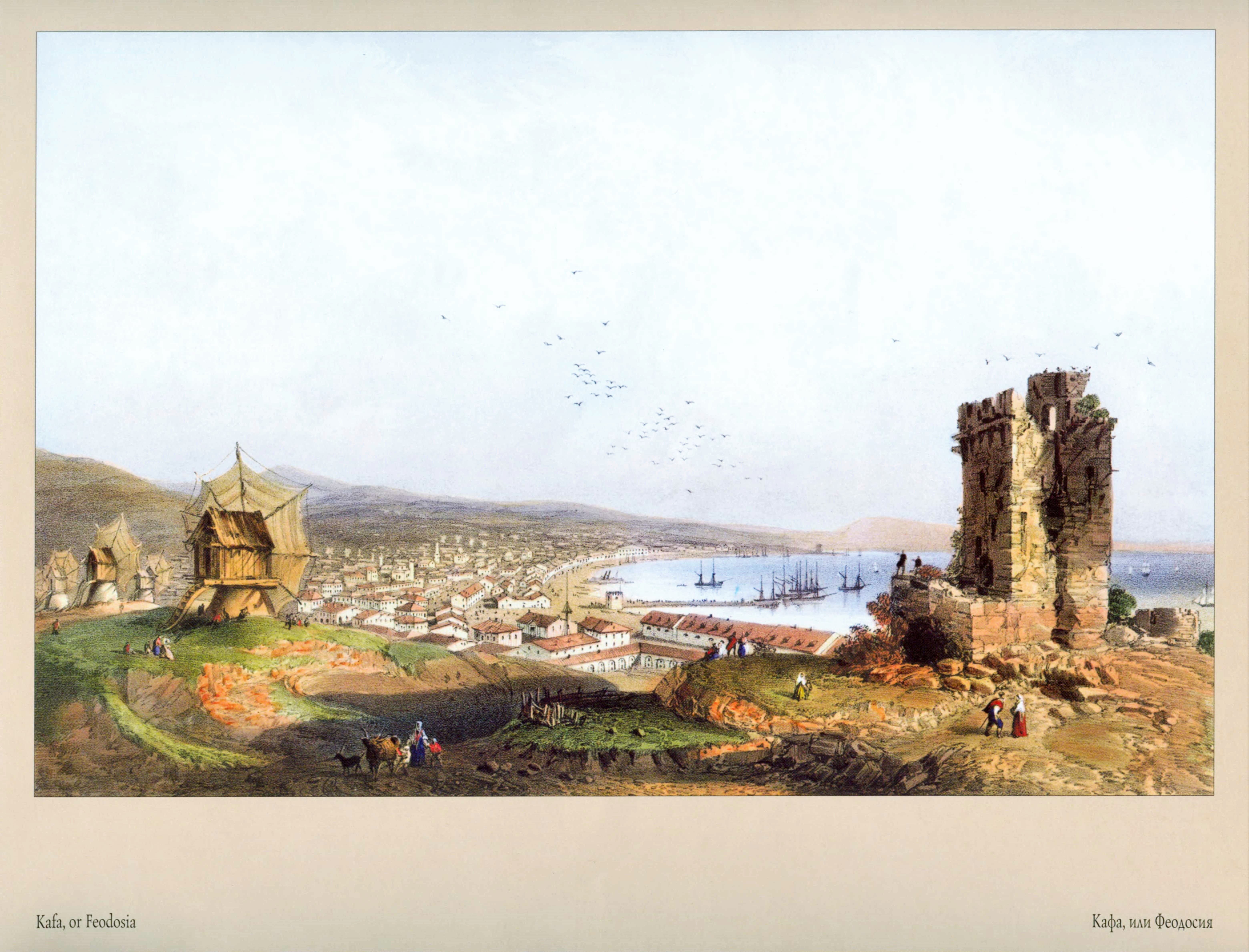
Carlo Bossoli: Feodosia, 1856

Nach dem Abzug der Mongolen bauten die Genueser die Stadt wieder auf. Zum Schutz vor weiteren Belagerungen wurden zwei massive, konzentrische Mauern um die Stadt errichtet. Bis zur Mitte des 15. Jahrhunderts hatten die Genueser die Vorherrschaft über Caffa und zum Teil die umliegenden Gebiete und größere Abschnitte der Küste der Krim, die sie trotz wiederholter militärischer Auseinandersetzungen mit den Tatarenherrschern weitgehend bewahren konnten.
Die Stadt bekam in dieser Zeit zunehmende Bedeutung als Umschlagplatz für große Teile des Schwarzmeerhandels, den die Genueser, aber auch Venezianer, muslimische und andere Kaufleute betrieben. Die größte Bevölkerungsgruppe in der Stadt waren im 11.–18. Jahrhundert Krimarmenier, an die zahlreiche armenische Kirchen in der Stadt erinnern und die meist im Fernhandel, Handwerk und Weinbau aktiv waren. Dies belegt auch der Ausbau eines Handelshafens in dieser Zeit. Von Caffa aus wurden jährlich umfangreiche Ladungen an Handelswaren verschiedener Art ins südliche Schwarze Meer, aber auch nach Westen Richtung Konstantinopel und weiter nach Europa oder das östliche Mittelmeer (Ägypten: Hier war insbesondere der Absatz von Sklaven aus dem Schwarzmeerraum sehr hoch) gebracht. Dieser blühende italienische Handel brach großenteils zusammen, als nach dem Fall Konstantinopels 1453 die Passage des Bosporus als Zugang zum Schwarzen Meer für die christlichen Kaufleute nicht mehr möglich war, wurde aber durch einen Handel des Krimkhanats und osmanischer Händler (armenischer, tatarischer, griechischer, jüdischer u. a. Herkunft) ersetzt.

### Neuzeit
In der folgenden Zeit gehörte der Ort unter dem Namen Kefe zum Osmanischen Reich (endgültige Kapitulation 1475, nachdem bereits seit 1455 Tribut an den osmanischen Sultan entrichtet werden musste). Vom 14. bis zum 17. Jahrhundert beherbergte die Stadt den größten Sklavenmarkt der Krim, einen der größten der gesamten Region. In den Jahren 1616, 1628 und 1667 kam es wiederholt zu Feldzügen der Saporoscher Kosaken nach Kefe zur Befreiung christlicher Sklaven.
1724 wurde Prospero Lambertini, der spätere Papst Benedikt XIV., Titularerzbischof („archiepiscopus i[n] p[artibus] i[nfidelium]“) von Theodosia. Im Jahr 1783 erfolgte der Anschluss der Krim an das Russische Reich, und die Stadt Kefe wurde in Anlehnung an den alten griechischen Namen Theodosia in Feodossija umbenannt.
1892 bekam der Ort einen Eisenbahnanschluss durch den Bau der heutigen Bahnstrecke Cherson–Kertsch.
Nach der Oktoberrevolution wurde sie Teil der ASSR der Krim innerhalb der Russischen SFSR.

### Zweiter Weltkrieg
Nachdem die deutsche Wehrmacht am 3. November 1941 die Stadt erobert hatte, wurde die jüdische Bevölkerung Feodossijas von Angehörigen des Sonderkommandos 10b (SS-Sturmbannführer Alois Persterer) der Einsatzgruppe D unter der Führung von Otto Ohlendorf aufgefordert, sich registrieren zu lassen. Am 1. Dezember 1941 erfolgte dann die „Umsiedlung“, die Internierung in einem Ghetto, der jüdischen und krimtschakischen Einwohner der Stadt. Drei Tage später, am 4. Dezember 1941, wurden große Teile der jüdischen Bevölkerung zusammen mit Krimtschaken, Zigeunern und angeblichen Kommunisten durch das Sonderkommando ermordet, das dabei von den rückwärtigen Diensten der 11. Armee (Generaloberst Erich von Manstein), insbesondere der Ortskommandantur II 915 und der Feldgendarmerie-Abteilung der Feldkommandantur 810 (Feldgendarmerie-Leutnant Karl Rudolf Pallmann) aktiv unterstützt wurde.
Von den 3248 Juden, die vor dem deutschen Überfall auf die Sowjetunion in Feodossija lebten, wurden bis Ende 1941 2000 bis 2500 ermordet. Nach einer Meldung an das Reichssicherheitshauptamt wurden zwischen dem 16. November 1941 und dem 15. Dezember 1941 im Einsatzgebiet der Einsatzgruppe D (die gesamte Krim) insgesamt 17.645 Juden, 2503 Krimtschaken, 824 Zigeuner und 212 angebliche Kommunisten erschossen.
Als im Zuge der Kertsch-Feodossijaer Operation die Stadt kurzzeitig durch die Rote Armee befreit wurde, führte die Entdeckung der Massengräber zu Übergriffen auf deutsche Soldaten und Kollaborateure. Dabei sollen nach Erkenntnissen der deutschen Wehrmacht-Untersuchungsstelle u. a. etwa 160 zurückgelassene Patienten des dortigen deutschen Hauptlazaretts von Angehörigen der sowjetischen Streitkräfte getötet worden sein. Nach der Rückeroberung der Stadt durch die Wehrmacht wurden Rotarmisten und diejenigen Juden, die sich während der ersten Besetzung hatten verstecken können, dafür verantwortlich gemacht und ermordet. Im Zuge einer erneuten sowjetischen Offensive wurde die Stadt schließlich im April 1944 endgültig befreit.

### Entwicklung bis heute
Durch Beschluss des Obersten Sowjets der UdSSR aus Anlass des 300. Jahrestags des Vertrags von Perejaslaw wurde Feodossija zusammen mit der Oblast Krim am 26. April 1954 an die Ukrainische Sozialistische Sowjetrepublik angeschlossen. Von 1991 bis 2014 war Feodossija Teil der unabhängigen Ukraine.
Seit dem international nicht anerkannten Anschluss der Halbinsel Krim an Russland im März 2014 gehört Feodossija de facto zum Föderationssubjekt Südrussland der Russischen Föderation. De jure nach Angaben der administrativ-territorialen Teilung der Ukraine ist Feodossija Teil der Autonomen Republik Krim, die zu den durch Russland besetzten Gebieten gehört.
Feodossija hat heute etwa 75.000 Einwohner, die meisten davon Russen, aber auch Ukrainer und in den letzten Jahren auch wieder einige Krimtataren, die während der 1940er Jahre von Stalin deportiert wurden und nun wieder zurückkehrten. Wie in vielen Städten der östlichen Ukraine dominiert das Russische im Alltag.
Im Dezember 2023 wurde das im Hafen liegende russische Landungsschiff Nowotscherkassk von der Ukraine mit Marschflugkörpern angegriffen und versenkt.

## Tourismus

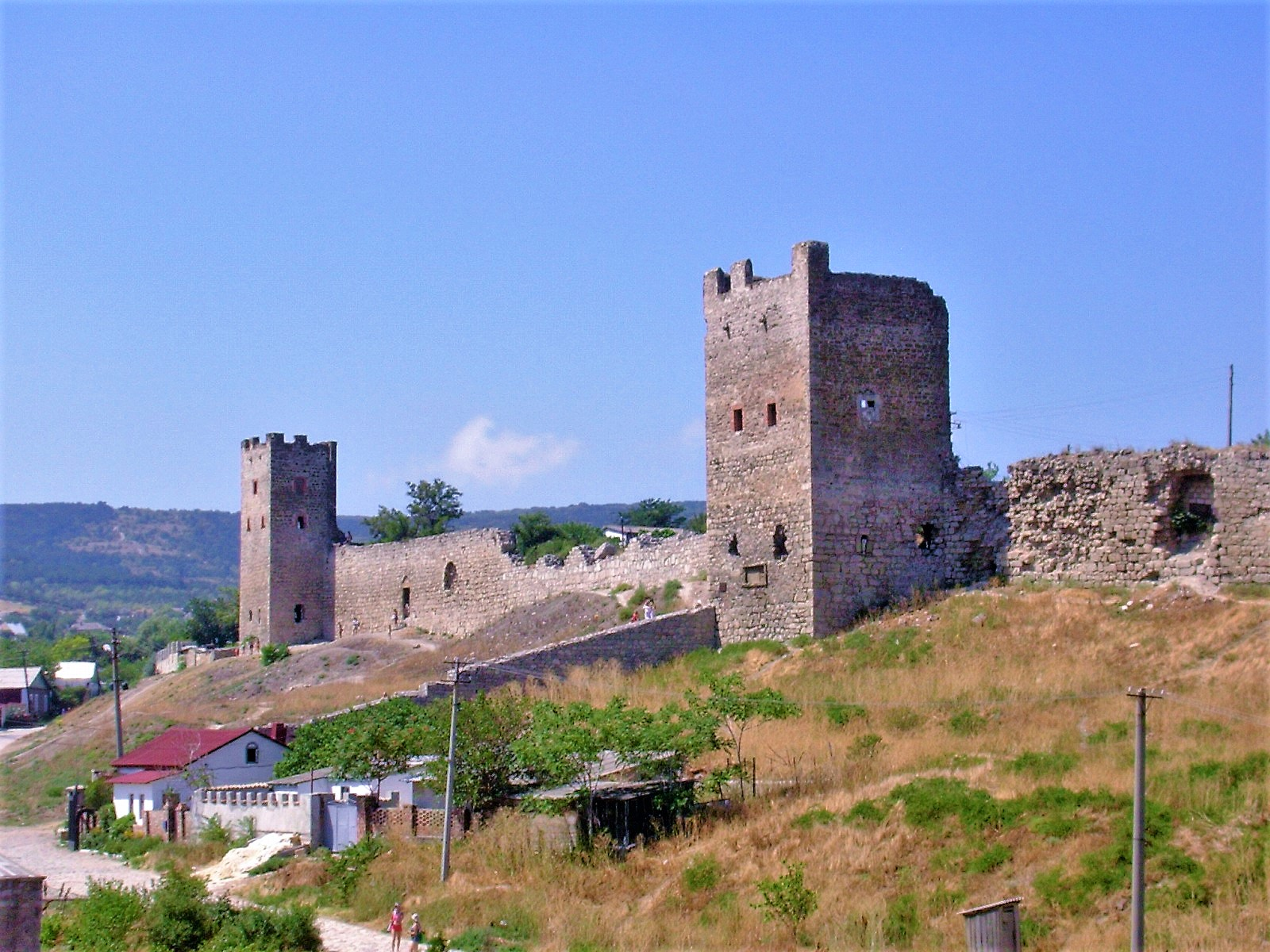
Blick auf die genuesische Festung

Feodossija war auch ein beliebtes Ziel für Touristen, insbesondere für Reisende aus den Nachfolgestaaten der Sowjetunion. Im Sommer halten sich viele Tausend Touristen in der Stadt auf. Im Winter sind aber viele Cafés und Hotels geschlossen. In der Küstenstadt gibt es zahlreiche Bäder und Wellness-Anlagen, Badestrände und auch ein reges Kulturangebot mit Kinos und Kunstgalerien. Während der Sommermonate finden zahlreiche Konzerte und Ausstellungen statt. In der Gegend um Feodossija wird auch Weinbau betrieben. Auf Grund der krimtatarischen Vergangenheit befinden sich in der Stadt auch einige Moscheen.

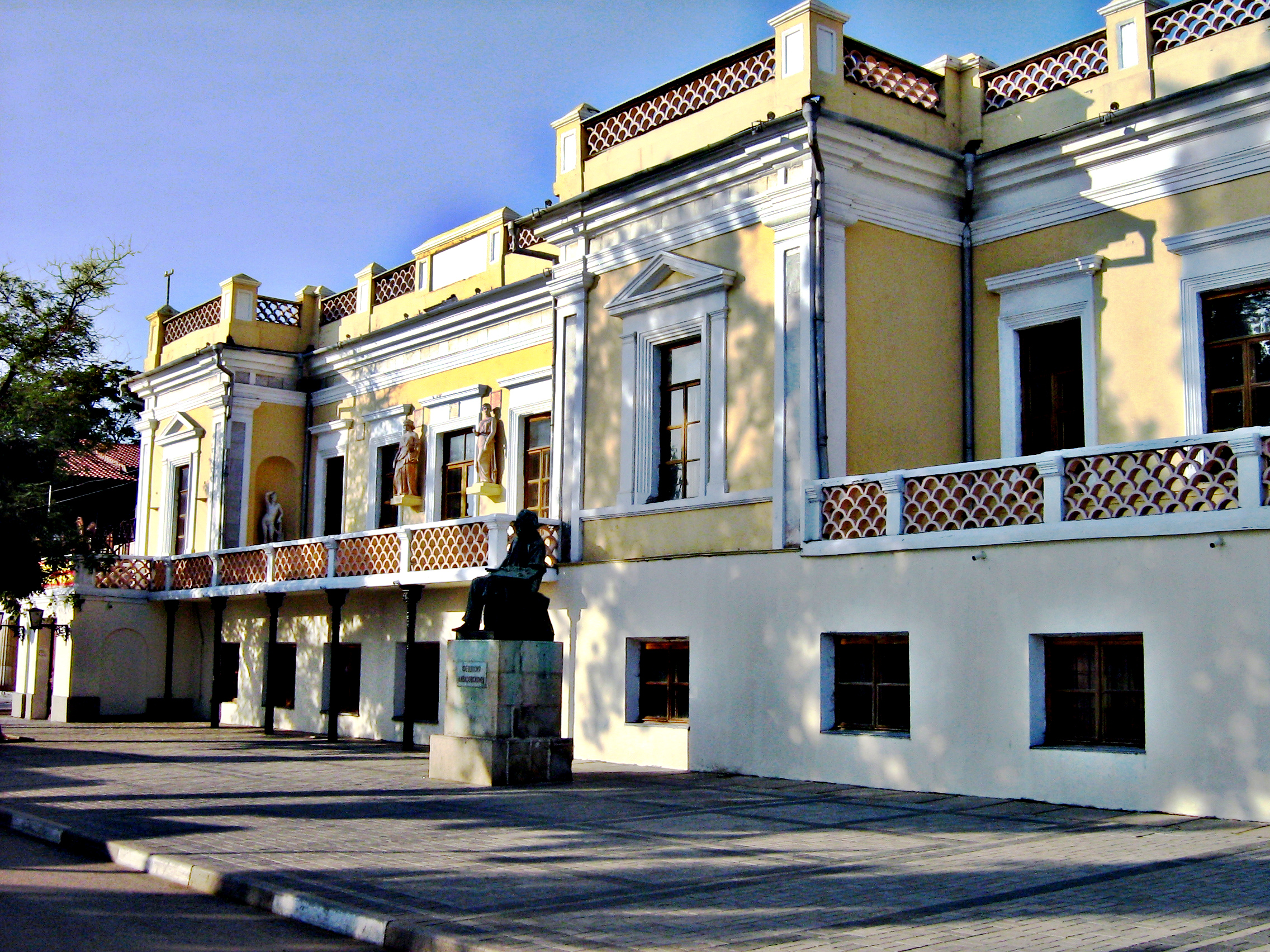
Nationale Gemäldegalerie „I. K. Aiwasowski“

Bekannte Sehenswürdigkeiten sind u. a.
- Reste einer genuesischen Festung aus dem 14. und 15. Jahrhundert;
- eine orthodoxe Kirche aus dem achten bis neunten Jahrhundert, die zugleich das älteste Gebäude der Stadt bildet;
- Aiwasowski Nationale Kunstgalerie Feodossija des russischen Malers Iwan Aiwasowski, der sein Leben in der Stadt verbrachte;
- eine romanische Kirche aus dem zwölften Jahrhundert, in der sich das Grab von Iwan Aiwasowski befindet.

## Persönlichkeiten
- Benedikt XIV. (1675–1758), Titularerzbischof von Theodosia
- Alexander Kasnatschejew (1788–1880), Stadtkommandant um 1830
- Gawriil Aiwasowski (1812–1879), russischer Orientalist armenischer Abstammung, Bruder des Nachfolgenden
- Iwan Aiwasowski (1817–1900), russischer Marinemaler armenischer Abstammung
- Lew Lagorio (1828–1905), russischer Maler
- Anton Tschechow (1860–1904), russischer Schriftsteller
- Grigori Kriwoschein (1868–1945), russischer Brückenbauingenieur und Hochschullehrer
- Konstantin Bogajewski (1872–1943), russischer Maler
- Maximilian Woloschin (1877–1932), Schriftsteller und Maler
- Alexander Grin (1880–1932), russischer Schriftsteller
- Boris de Fast (1890– nach 1966), russisch-französischer Schauspieler, Filmeditor, Drehbuchautor und Maskenbildner
- Weniamin Dymschiz (1910–1993), sowjetischer Politiker
- Tolia Nikiprowetzky (1916–1997), russischer Komponist
- Natalja Malyschewa (1921–2012), sowjetische Raketentechnikerin
- Harry Maier (1934–2010), deutscher Wirtschaftswissenschaftler und Hochschullehrer
- Serhij Derewjantschenko (* 1985), ukrainischer Boxer
- Oleksandr Kratow (* 1985), ukrainischer Orientierungsläufer

## Bildergalerie

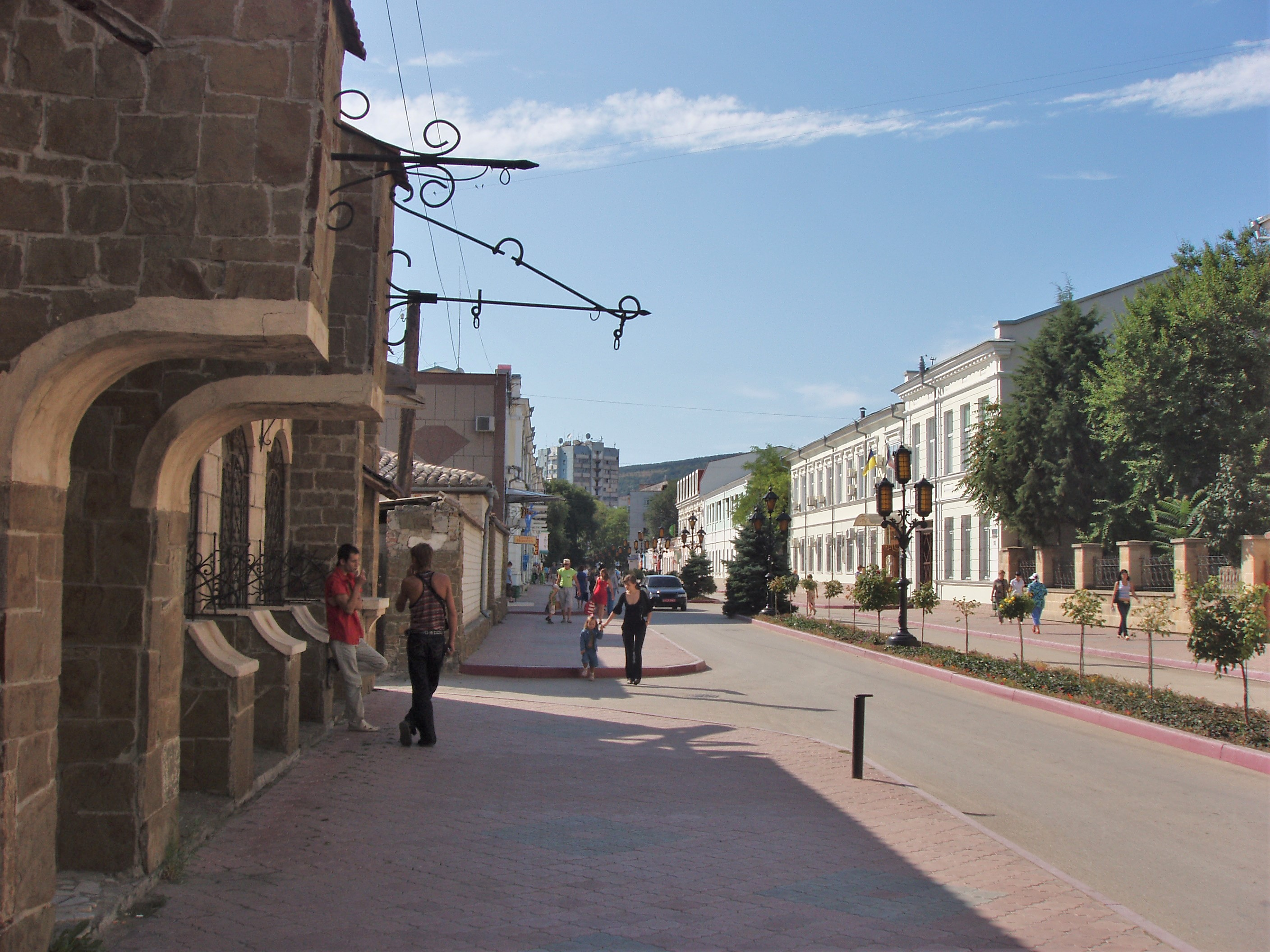
Stadtbild in Feodossija
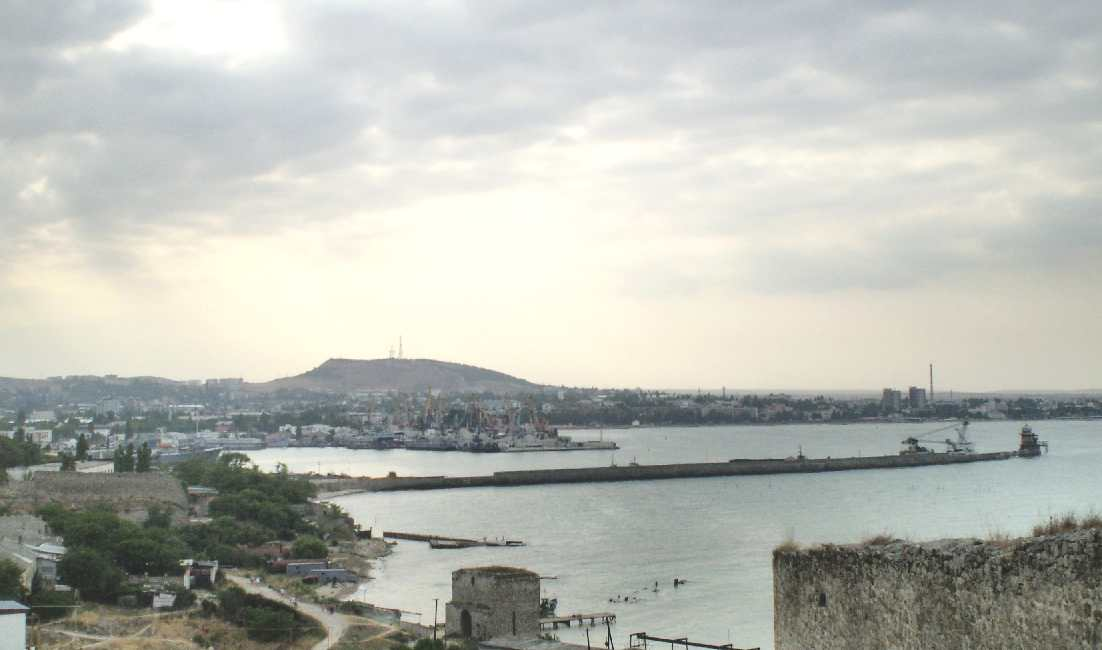
Panoramablick auf die Stadt
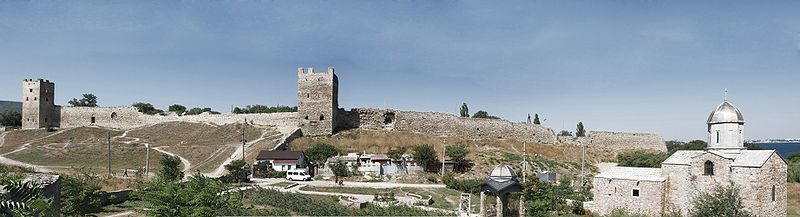
Genuesische Festung Caffa
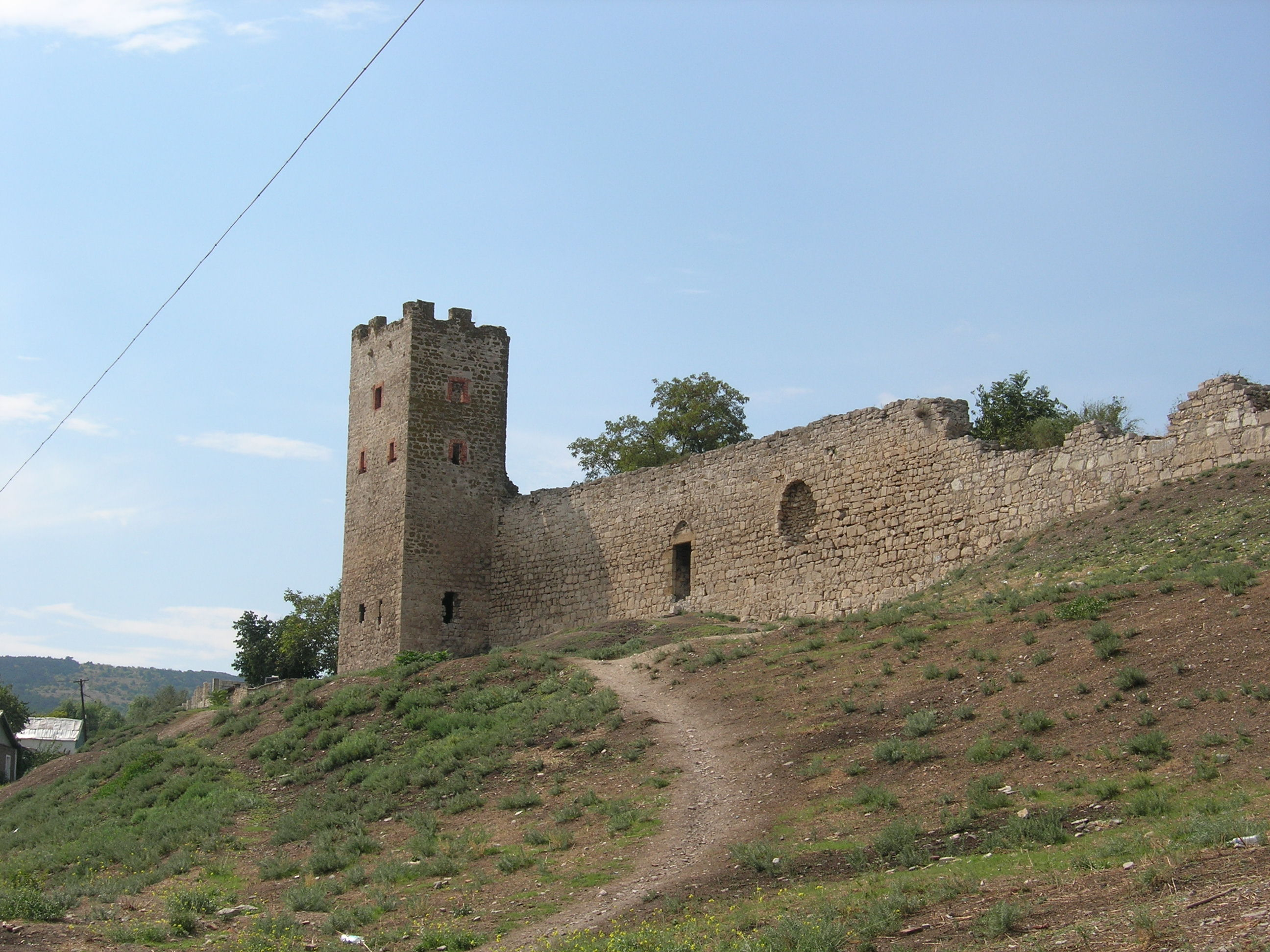
Naheinstellung
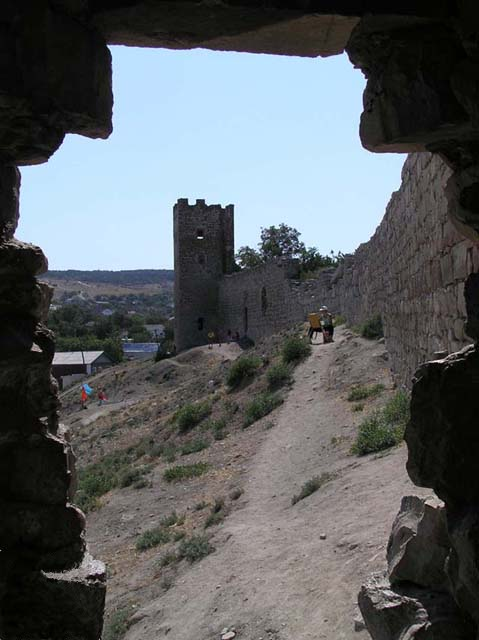
Mauerloch
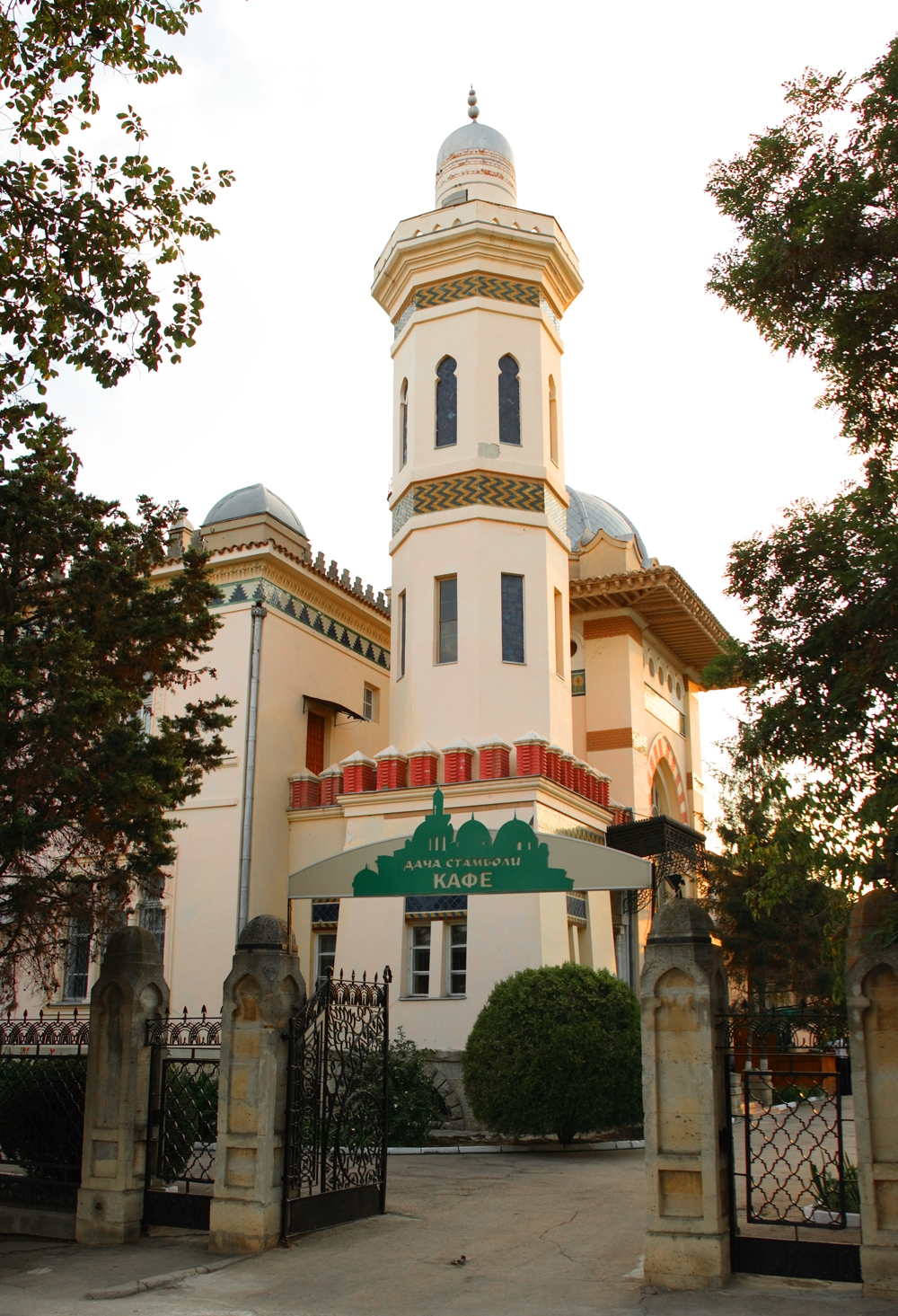
Datscha Stamboli, heute ein Café
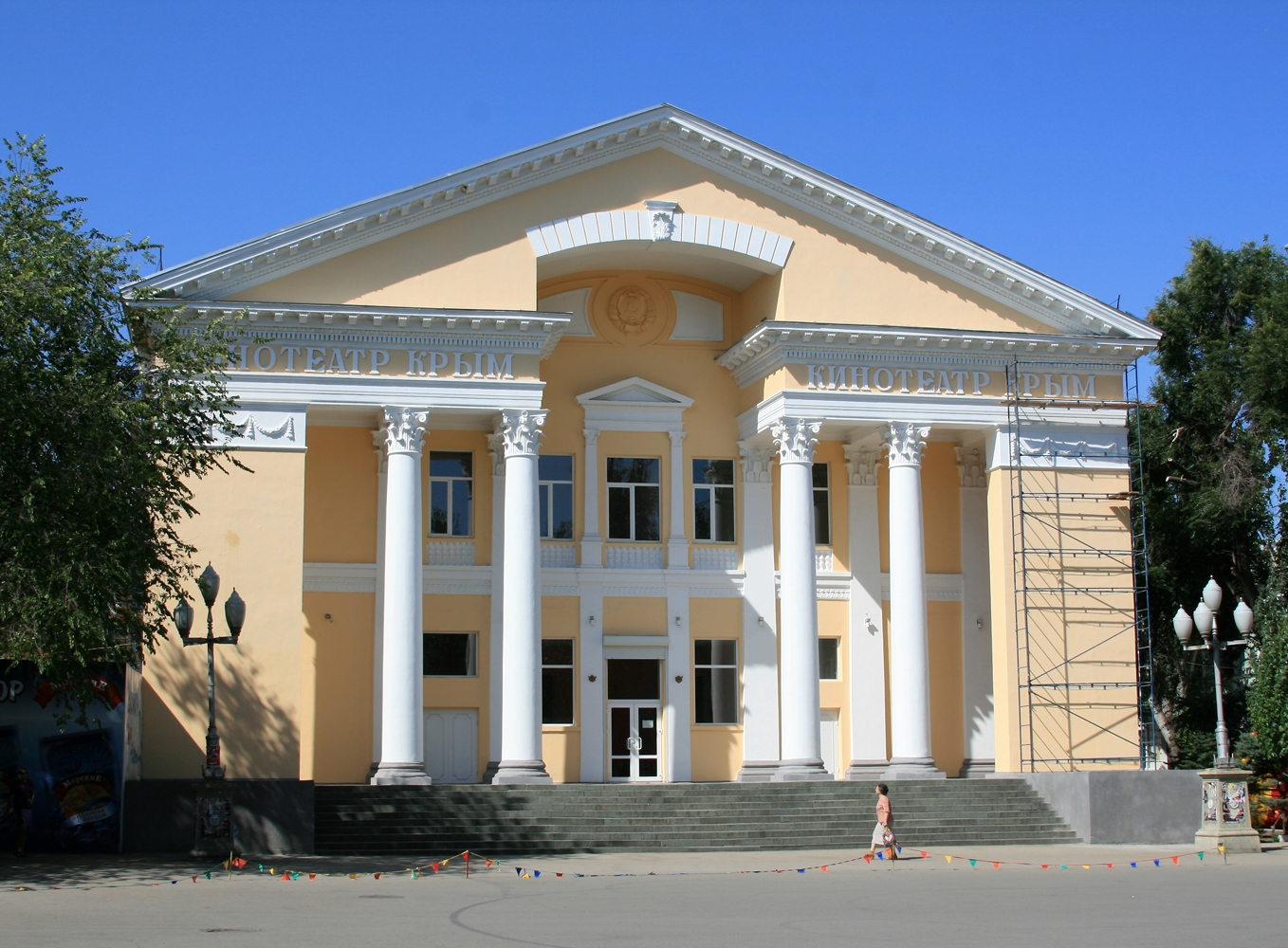
Kino „Krim“
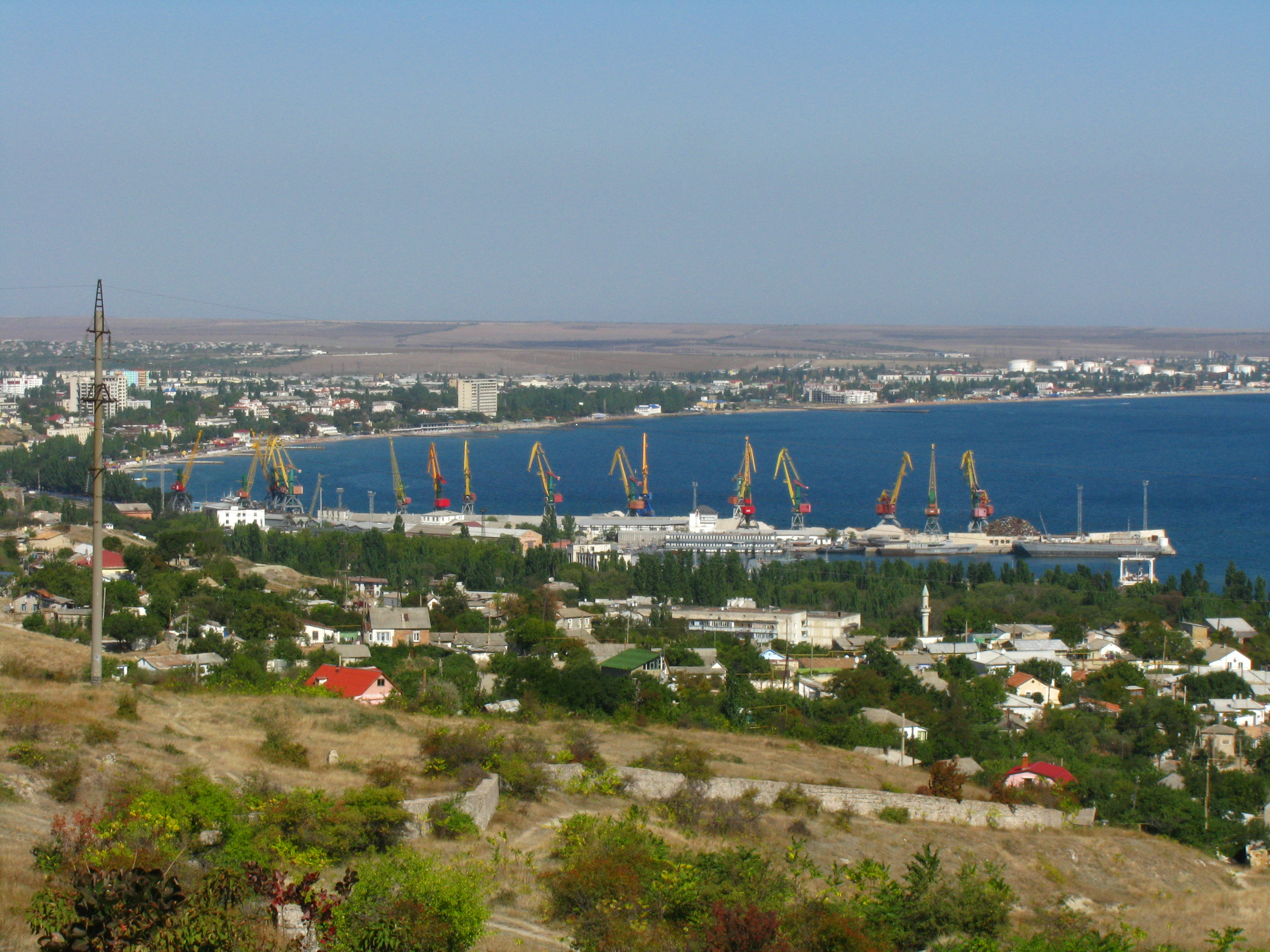
Hafen und Tepe-Oba
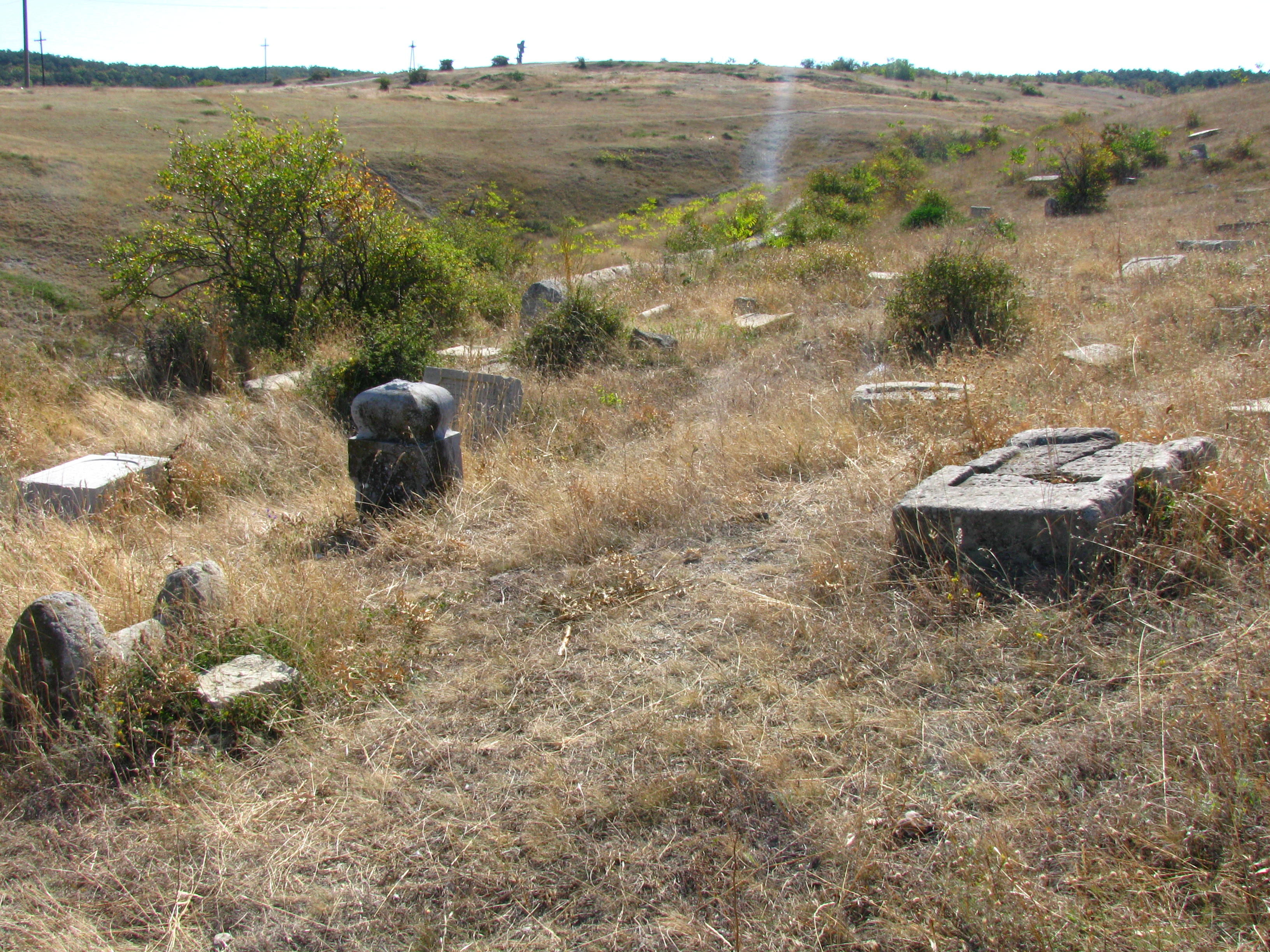
Alter Karäer-Friedhof auf dem Tepe-Oba
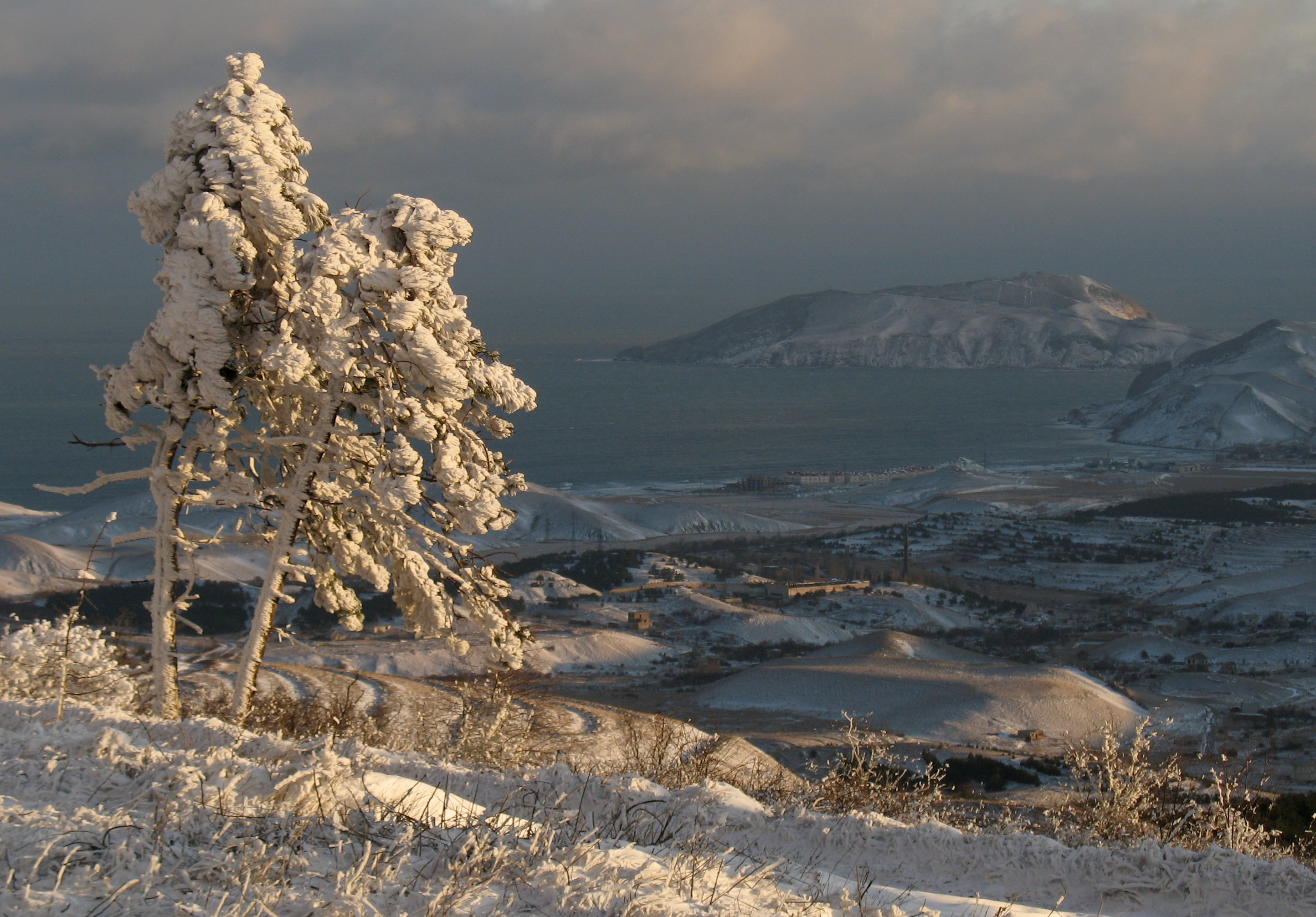
Blick vom Tepe-Oba